# Casa Juez
La Casa Juez és un edifici del municipi de Figueres (Alt Empordà) que forma part de l'Inventari del Patrimoni Arquitectònic de Catalunya.

## Descripció
Edifici situat a l'eixample de la ciutat. Edifici en cantonada, amb planta baixa, pis i golfes i un cos adjunt lateral que servia com taller de la mateixa família. Exteriors estucats en blanc, la façana del carrer Colom és la principal i presenta un encoixinat a la part inferior. El portal central està protegit per petit voladís suportada per columnes de maó salomòniques, i dues finestres laterals -una d'elles doble- cobertes a la vegada per una balcó i una tribuna superiors suportats per mènsules; aquests, els trobem a cada costat del primer pis, mentre que al centre trobem una finestra amb guardapols decorada amb dovelles de colors. Per sobre del pis sobresurten dos cossos. Un rematat en coberta esglaonada amb un balcó petit damunt la tribuna inferior; l'altre solucionant la cantonada a "modus" de torre sobresortint, coberta a quatre vessants. La façana petita segueix el motiu de la principal amb alternança de finestres cegues amb arc escarser i obertes amb llinda decorada. Les llindes de totes les obertures són esglaonades i amb decoració ceràmica al timpà.